# Удавчик західний
Удавчик західний (Eryx jaculus) — неотруйна змія з роду удавчиків родини удавових. Описано 2 підвиди.
Інша назва «дротикова піщана змія».

## Опис
Загальна довжина тіла з хвостом у самиць досягає 87 см, самці — 80 см. Хвіст дуже короткий — 4—6 см, тупо закруглений. Опукла голова не відмежована від тулуба, зверху вкрита численними дрібними щитками неправильної форми. Лоб й верхня поверхня морди зазвичай злегка опуклі. Очі звернені убік. Анальний щиток один, з боків його розташовані рудименти задніх кінцівок. Луска на більшій частині тулуба гладенька, а ближче до хвоста зі слідами реберець. Має 161—205 черевних щитків, підхвостових щитків, розташованих в 1 рядок, у самців — 25—36, у самиць — 15—28. Навколо середини тіла є 40—54 рядків луски.
Верхня сторона тіла коливається від темно-попелястого до жовтувато-коричневого. Уздовж спини розташовуються в 1-2 рядки бурі або чорні витягнуті поперек плями. Дрібні темні крапки проходять рядками з боків тулуба. Голова зверху одноколірна або з темними цяточками. Нижня сторона тіла, включно з нижньою поверхнею голови, світла з темними плямами. У молодих особин черево яскраво-рожеве.

## Поширення
Мешкає у північно-східній Африці, на півночі Аравійського півострова, у Малій Азії, Сирії, Ірані, Іраку, Палестині, на Балканському півострові, у південній Вірменії, східній Грузії, Азербайджані, кавказькій та передкавказьких частинах Російської Федерації.

## Спосіб життя
Полюбляє відкриті сухі степи та напівпустелі. Дотримується глинястих й кам'янистих ґрунтів, рідше зустрічається на слабкозакріплених горбистих пісках, у виноградниках та садах, по долинах річок доходить до висоти 1500—1700 м над рівнем моря. Активна у сутінках та вночі. День проводить під каменями або в норах гризунів, добре заривається в м'який ґрунт. У денний час на поверхні західного удавчика можна зустріти тільки ранньою весною. В активний період линяє 1 раз у 1—2 місяці. Молоді особини линяють частіше. Харчується ящірками, гризунами й птахами.
Вихід після зимівлі відбувається в березні-квітні, активність триває до початку жовтня. Спочатку на поверхні з'являються самці, через 10—15 днів виходять самиці.
Це яйцеживородна змія. Парування повторюється кілька разів. Вагітність триває близько 5 місяців. У серпні-вересні самиця народжує 4—20 дитинчат довжиною 12—15 см.

## Охорона
Удавчик західний охороняється в Європі і занесений до Додатку ІІІ Бернської конвенції (охоронна категорія: вид підлягає охороні).

## Систематика
Станом на 2024 рік описано 2 підвиди:
- Eryx jaculus jaculus;
- Eryx jaculus turcicus.